# Banyu Urip (Banyu Urip)
Banyu Urip is een bestuurslaag in het regentschap Purworejo van de provincie Midden-Java, Indonesië. Banyu Urip telt 1462 inwoners (volkstelling 2010).